# Ратне игре (филм)
Ратне игре (енгл. WarGames) је амерички научнофантастични трилер филм из 1983. године, који је режирао Џон Бадам, по сценарију Лоренс Ласкера и Волтер Ф. Паркса.
Дејвид Лајтман, хакер, случајно успева да добије приступ америчком војном суперкомпјутеру. Претпостављајући да је у питању рачунарска игра, он покреће ланац догађаја који покушавају да изазову Трећи светски рат.

## Радња
Током вежбе у командном бункеру за лансирање нуклеарних пројектила долази до инцидента: након што је добио наређење за удар на територију непријатеља, један од дежурних официра захтева потврду наређења од команде НОРАД-а, али га не добија и одбија да се окрене. кључ за покретање.
Касније, у бункеру НОРАД, научници представљају војсци нови ВОПР/WOPR (War Operation Plan Response) компјутер дизајниран за континуирану обуку на основу постојећих података.
Млади генијални хакер Дејв Лајтман, не желећи да уђе у летњу школу, хакује школски рачунар и мења своје и своје другарице Џенифер оцене у пролазне. Касније, на породичној вечери, види брошуру компаније за компјутерске игре и одлучује да хакује њен сервер. Почиње потрагу за компјутерима у граду у коме се налази фирма. Почевши да проверава рачунаре који су одговорили на Лајтманов „захтев”, Дејв наилази на затворени рачунарски систем. Међутим, након прве провере, схвата да покушава да упадне у компјутерску мрежу америчке војне команде и обраћа се за помоћ познатим програмерима. Говоре му о „бекдор”-у - сигурносној рупи коју је намерно оставио творац компјутерског система, познат само креатору. Они схватају да треба да траже творца система, Стивена Фалкена.
Дејв почиње да трага за информацијама о њему, али сазнаје да је погинуо 1973. у 41. години након смрти супруге и сина у саобраћајној несрећи. Дејв схвата да је име његовог сина лозинка, и улази у рачунарску мрежу чији мени нуди листу инсталираних компјутерских игрица. Међу правим играма, као што су тик-так-тоу, даме, шах, бриџ и покер, постоје чудна имена као што су „Ваздушна борба”, „Урбана борба”, „Пустињска борба”, „Ваздушни напади”, „Ратовање на више позоришта”, „Ратовање на више позоришта коришћењем хемијског и биолошког оружја” и „Глобални термонуклеарни рат”. Заинтригиран, Дејв бира презиме и од њега се тражи да изабере страну за коју ће „играти” - СССР или САД. Џенифер предлаже да изабере руску страну. Почевши да игра, Дејв, несвестан да игра штабну игру, изазива хаос у командном центру НОРАД-а, приморавајући их да се припреме за почетак масовног узвратног удара и најаву ДЕФЦОН 3 нивоа због малог поремећаја у кући, принуђен је да искључи рачунар, што прекида игру, али уноси апсолутну конфузију у командни бункер. Научници који тамо раде пријављују лажно покретање програма за обуку система и јављају да је команда за покретање програмских података из Сијетла.
Следећег дана, Дејв и Џенифер виде извештај о лажној узбуни система упозорења о ракетном нападу и схватају да је њихова игра умало довела до почетка Трећег светског рата. Дејв уништава исписе података, али у том тренутку сам ВОПР рачунар га контактира и каже му да мора да заврши игру тако што ће је победити. Дејв искључује свој рачунар са телефонске мреже и покушава да се понаша нормално, али га ФБИ хапси као совјетског шпијуна.
У војној бази верују да је Дејв хакер кога су регрутовали Руси и не верују ни једној речи коју он каже. Шеф компјутерског центра, др Џон Мекитрик, одлучује да наговори Дејва на разговор и води га у обилазак. Међутим, Дејвове речи о звоњави компјутера разбијају комедију, а Мекитрик поставља питање о две резервисане карте за Париз (један од компјутера које је Дејв проверио у граду био је Пан Ам рачунар за резервације, а тип је, из забаве, резервисао две карте за себе и Џенифер). Изненада, Џон је позван у савет – неко је хаковао безбедност Мекитриковог компјутерског система и украо кодове за лансирање пројектила. Дејв користи тренутак и комуницира са „Џошуом” (име ВОПР рачунара и Фолкеновог сина), захваљујући чему проналази нит која води до његовог творца. Међутим, његове манипулације са рачунаром су примећене и закључане на истом месту где су првобитно биле стављене.
Показујући домишљатост и лукавост, момак разбија комбиновану браву и загрева се са агентима ФБИ. Дејв успева да побегне из центра заједно са групом туриста.
Изашавши, Дејв долази до телефонске говорнице и, кратко је спојивши, покушава да контактира Фалкена, али безуспешно: оператер не налази никога са Фалкеновим именом или његовим алиасом. Пошто није успео да постигне резултате, Дејв зове Џенифер и тражи од ње да плати авионску карту за Орегон, где се Фалкен наводно крије. Међутим, сама Џенифер лети у Орегон, тражећи одговоре. Једва стижу на време да ухвате трајект до удаљеног острва. Тамо Дејв прича целу ситуацију.
Пронашавши Фолкена, који је, чини се, полудео, тинејџери га траже за помоћ, али након луде приче о диносаурусима која звучи као бесмислица, одзвањајући објашњењима о сврси стварања ВОПР-а, губе веру у научника. Као резултат тога, он, користећи пример „тик-так-тоу”, објашњава да команда штаба не зна да је у таквој игри немогуће победити, каже да човечанство, спремно да се уништи, неће преживети, и нуди гостима две опције – да остану и за неколико сати се нађу практично у епицентру једне од нуклеарних експлозија и умру моментално, или оду што даље, али у року од неколико година умру од тровања радијацијом, видевши да ли имали су дете, његову смрт.
Док тинејџери разговарају са Фолкеном, НОРАД добија поруку о продору два совјетска бомбардера у зону ПВО Аљаске, коју пилоти послати да пресретну не проналазе, а према лажним обавештајним подацима, Совјети имају стелт бомбардер са могућношћу слања лажних сигнала о својој локацији. ДЕФЦОН ниво се повећава на ниво два.
Спремни да напусте острво, Дејва и Џенифер сустиже непознати хеликоптер којим управља Фалкен, који ипак одлучује да помогне у исправљању ситуације.
Рано ујутру, команда НОРАД-а добија поруку о почетку напада пуног обима из СССР-а, а команда, подижући ниво претње на први (максимално могући), затвара базу и прелази у аутономни режим. Тинејџери, заједно са Фалкеном, једва успевају да уђу унутра, разбијајући аутомобил којим су стигли до базе.
Херметички печат потпуно затвара све улазе и излазе. Фолкен долази до команде и покушава да убеди генерала Берингера да су подаци које добија лажни. Он невољно пристаје и захтева да оде на дежурство у неколико војних објеката који ће први бити на удару, наређујући им да остану у контакту што дуже. Неколико секунди касније, монитори одражавају удар на све мете у Сједињеним Државама, али сви дежурни су у контакту и јављају да није било удара.
Опште весеље прекида нови проблем: компјутер је блокирао све промене и почео самостално да бира кодове за лансирање пројектила. Нико не може да поништи прави штрајк. Али не можете да искључите рачунар - ракете ће се аутоматски покренути због губитка комуникације са командом.
Дејв и Фалкен одлучују да ризикују и „играју” са „Џошуом”. Одабравши игру тик-так-тоу, проналазе начин да успоре ВОПР – по Фолкеновом савету, Дејв поставља број играча на нулу, приморавајући компјутер да игра сам са собом, а притом стално добија нерешен резултат. Истовремено, настављајући да бира кодове за лансирање пројектила, „Џошуа” преузима сву моћ система и гаси светла, на крају постижући свој циљ. Међутим, када ВОПР почне да покреће све могуће сценарије нуклеарног сукоба, сваки сценарио доводи до тако великих жртава на свим странама да се не може одредити победник.
Као резултат тога, након што је прекинуо трчање, „Џошуа” контактира Фалкена и износи своје мишљење: „Чудна игра. Једини победнички потез је не играти.” Фолкен схвата да је своју замисао научио главној ствари - не можете увек победити. Као резултат тога, рачунар нуди да игра шах. У овом тренутку, сви системи су обновљени, а општа наређења да се пређе на ниво опасности 5 (мир).